# Malkerns
Malkerns je naselje u Esvatiniju, 30 km južno od glavnog grada Mbabanea. Nalazi se u okrugu Manzini.
Naselje je dobilo ime po Malcolmu Kernsu, koji je ovdje imao trgovačku postaju početkom 20. stoljeća. Danas se stanovništvo bavi uzgojem ananasa i šećerne trske, kao i turizmom.
Malkerns je 1997. imao 7.400, a po procjeni iz 2013. 8.133 stanovnika.